# Dan Eggen
Dan Eggen (Oslo, 13 gennaio 1970) è un allenatore di calcio ed ex calciatore norvegese, di ruolo difensore.

## Carriera

### Giocatore

#### Club

##### Gli inizi in patria
Eggen ha cominciato la carriera con la maglia del Lyn Oslo, compagine all'epoca militante in 2. divisjon. Successivamente, ha militato nelle file dell'Årvoll e del Ready, in 4. divisjon.

##### Il trasferimento in Danimarca
Eggen è stato poi ingaggiato dal Frem, squadra danese facente parte della Superligaen, massimo livello del campionato locale. Ha esordito in Superligaen in data 7 aprile 1991, quando è stato schierato titolare nel pareggio per 1-1 sul campo del Lyngby.

#### Nazionale
A livello giovanile, Eggen ha rappresentato la Norvegia Under-18 e Norvegia Under-21. Per quanto concerne quest'ultima selezione, ha esordito in data 7 agosto, schierato titolare nella sconfitta per 2-0 contro la 
Svezia.

## Statistiche

### Presenze e reti nei club
| Stagione          | Club              | Campionato        | Campionato | Campionato | Coppe nazionali | Coppe nazionali | Coppe nazionali | Coppe continentali | Coppe continentali | Coppe continentali | Supercoppe | Supercoppe | Supercoppe | Totale | Totale |
| Stagione          | Club              | Comp              | Pres       | Reti       | Comp            | Pres            | Reti            | Comp               | Pres               | Reti               | Comp       | Pres       | Reti       | Pres   | Reti   |
| ----------------- | ----------------- | ----------------- | ---------- | ---------- | --------------- | --------------- | --------------- | ------------------ | ------------------ | ------------------ | ---------- | ---------- | ---------- | ------ | ------ |
| 1988              | Lyn Oslo          | 2D                | 0          | 0          | CN              | ?               | ?               | -                  | -                  | -                  | -          | -          | -          | ?      | ?      |
| 1989              | Årvoll            | 4D                | ?          | ?          | CN              | ?               | ?               | -                  | -                  | -                  | -          | -          | -          | ?      | ?      |
| 1990              | Ready             | 4D                | ?          | ?          | CN              | ?               | ?               | -                  | -                  | -                  | -          | -          | -          | ?      | ?      |
| 1991              | Frem              | SL                | ?          | ?          | -               | -               | -               | -                  | -                  | -                  | -          | -          | -          | ?      | ?      |
| 1991-1992         | Frem              | SL                | ?          | ?          | CD              | ?               | ?               | -                  | -                  | -                  | -          | -          | -          | ?      | ?      |
| 1992-1993         | Frem              | SL                | 18         | 5          | CD              | ?               | ?               | -                  | -                  | -                  | -          | -          | -          | 18+    | 5+     |
| Totale Frem       | Totale Frem       | Totale Frem       | 60         | 13         |                 | ?               | ?               |                    | -                  | -                  |            | -          | -          | 60+    | 13+    |
| 1993-1994         | Brøndby           | SL                | 28         | 2          | CD              | ?               | ?               | CU                 | 2+                 | 0+                 | -          | -          | -          | 30+    | 2+     |
| 1994-1995         | Brøndby           | SL                | 29         | 2          | CD              | ?               | ?               | -                  | -                  | -                  | -          | -          | -          | 29+    | 2+     |
| 1995-1996         | Brøndby           | SL                | 18         | 0          | CD              | ?               | ?               | CU                 | 4                  | 2                  | -          | -          | -          | 22+    | 2+     |
| 1996-1997         | Brøndby           | SL                | 28         | 2          | CD              | ?               | ?               | CU                 | 8                  | 1                  | -          | -          | -          | 36+    | 3+     |
| lug. 1997         | Brøndby           | SL                | 5          | 0          | CD              | ?               | ?               | UCL                | ?                  | ?                  | -          | -          | -          | 5+     | 0+     |
| Totale Brøndby    | Totale Brøndby    | Totale Brøndby    | 108        | 6          |                 | ?               | ?               |                    | 14+                | 3+                 |            | -          | -          | 122+   | 9+     |
| 1997-1998         | Celta Vigo        | PD                | 23         | 2          | CR              | ?               | ?               | -                  | -                  | -                  | -          | -          | -          | 23+    | 2+     |
| 1998-1999         | Celta Vigo        | PD                | 16         | 0          | CR              | ?               | ?               | CU                 | 2                  | 0                  | -          | -          | -          | 18+    | 0+     |
| Totale Celta Vigo | Totale Celta Vigo | Totale Celta Vigo | 39         | 2          |                 | ?               | ?               |                    | 2                  | 0                  |            | -          | -          | 41+    | 2+     |
| 1999-2000         | Alavés            | PD                | 11         | 0          | CR              | ?               | ?               | -                  | -                  | -                  | -          | -          | -          | 11+    | 0+     |
| 2000-2001         | Alavés            | PD                | 30         | 2          | CR              | ?               | ?               | CU                 | 12                 | 1                  | -          | -          | -          | 42+    | 3+     |
| 2001-2002         | Alavés            | PD                | 0          | 0          | CR              | ?               | ?               | -                  | -                  | -                  | -          | -          | -          | ?      | ?      |
| 2002-gen. 2003    | Alavés            | PD                | 0          | 0          | CR              | ?               | ?               | CU                 | 2                  | 0                  | -          | -          | -          | ?      | ?      |
| Totale Alavés     | Totale Alavés     | Totale Alavés     | 41         | 2          |                 | ?               | ?               |                    | 14                 | 1                  |            | -          | -          | 65+    | 3+     |
| gen.-giu. 2003    | Rangers           | PL                | 0          | 0          | CS+CdL          | 0               | 0               | -                  | -                  | -                  | -          | -          | -          | 0      | 0      |
| 2003-2004         | Le Mans           | L1                | 21         | 1          | CdF+CdL         | ?               | ?               | -                  | -                  | -                  | -          | -          | -          | ?      | ?      |
| 2004-2005         | Le Mans           | L2                | 1          | 0          | CdF+CdL         | 0+1             | 0               | -                  | -                  | -                  | -          | -          | -          | 2      | 0      |
| Totale Le Mans    | Totale Le Mans    | Totale Le Mans    | 22         | 1          |                 | 1+              | 0+              |                    | -                  | -                  |            | -          | -          | 23+    | 1+     |
| Totale            | Totale            | Totale            | 270+       | 24+        |                 | 1+              | 0+              |                    | 28+                | 4+                 |            | -          | -          | 299+   | 28+    |

### Cronologia presenze e reti in Nazionale
| Cronologia completa delle presenze e delle reti in nazionale ― Norvegia | Cronologia completa delle presenze e delle reti in nazionale ― Norvegia | Cronologia completa delle presenze e delle reti in nazionale ― Norvegia | Cronologia completa delle presenze e delle reti in nazionale ― Norvegia | Cronologia completa delle presenze e delle reti in nazionale ― Norvegia | Cronologia completa delle presenze e delle reti in nazionale ― Norvegia | Cronologia completa delle presenze e delle reti in nazionale ― Norvegia | Cronologia completa delle presenze e delle reti in nazionale ― Norvegia |
| Data                                                                    | Città                                                                   | In casa                                                                 | Risultato                                                               | Ospiti                                                                  | Competizione                                                            | Reti                                                                    | Note                                                                    |
| ----------------------------------------------------------------------- | ----------------------------------------------------------------------- | ----------------------------------------------------------------------- | ----------------------------------------------------------------------- | ----------------------------------------------------------------------- | ----------------------------------------------------------------------- | ----------------------------------------------------------------------- | ----------------------------------------------------------------------- |
| 11-8-1993                                                               | Toftir                                                                  | Fær Øer                                                                 | 0 – 7                                                                   | Norvegia                                                                | Amichevole                                                              | -                                                                       |                                                                         |
| 5-6-1994                                                                | Solna                                                                   | Svezia                                                                  | 2 – 0                                                                   | Norvegia                                                                | Amichevole                                                              | -                                                                       |                                                                         |
| 18-1-1997                                                               | Melbourne                                                               | Norvegia                                                                | 0 – 1                                                                   | Corea del Sud                                                           | Amichevole                                                              | -                                                                       |                                                                         |
| 22-1-1997                                                               | Brisbane                                                                | Norvegia                                                                | 3 – 0                                                                   | Nuova Zelanda                                                           | Amichevole                                                              | -                                                                       |                                                                         |
| 25-1-1997                                                               | Sydney                                                                  | Australia                                                               | 1 – 0                                                                   | Norvegia                                                                | Amichevole                                                              | -                                                                       |                                                                         |
| 29-3-1997                                                               | Sharja                                                                  | Emirati Arabi Uniti                                                     | 1 – 4                                                                   | Norvegia                                                                | Amichevole                                                              | -                                                                       |                                                                         |
| 30-4-1997                                                               | Oslo                                                                    | Norvegia                                                                | 1 – 1                                                                   | Finlandia                                                               | Qual. Mondiali 1998                                                     | -                                                                       |                                                                         |
| 20-7-1997                                                               | Reykjavík                                                               | Islanda                                                                 | 0 – 1                                                                   | Norvegia                                                                | Amichevole                                                              | -                                                                       |                                                                         |
| 20-8-1997                                                               | Helsinki                                                                | Finlandia                                                               | 0 – 4                                                                   | Norvegia                                                                | Qual. Mondiali 1998                                                     | -                                                                       |                                                                         |
| 6-9-1997                                                                | Baku                                                                    | Azerbaigian                                                             | 1 – 0                                                                   | Norvegia                                                                | Qual. Mondiali 1998                                                     | -                                                                       |                                                                         |
| 10-9-1997                                                               | Oslo                                                                    | Norvegia                                                                | 5 – 0                                                                   | Svizzera                                                                | Qual. Mondiali 1998                                                     | 1                                                                       |                                                                         |
| 22-4-1998                                                               | Copenaghen                                                              | Danimarca                                                               | 0 – 2                                                                   | Norvegia                                                                | Amichevole                                                              | -                                                                       |                                                                         |
| 27-5-1998                                                               | Molde                                                                   | Norvegia                                                                | 6 – 0                                                                   | Arabia Saudita                                                          | Amichevole                                                              | -                                                                       |                                                                         |
| 10-6-1998                                                               | Montpellier                                                             | Norvegia                                                                | 2 – 2                                                                   | Marocco                                                                 | Mondiali 1998 - 1º turno                                                | 1                                                                       |                                                                         |
| 16-6-1998                                                               | Bordeaux                                                                | Norvegia                                                                | 1 – 1                                                                   | Scozia                                                                  | Mondiali 1998 - 1º turno                                                | -                                                                       |                                                                         |
| 23-6-1998                                                               | Marsiglia                                                               | Norvegia                                                                | 2 – 1                                                                   | Brasile                                                                 | Mondiali 1998 - 1º turno                                                | -                                                                       |                                                                         |
| 27-6-1998                                                               | Marsiglia                                                               | Norvegia                                                                | 0 – 1                                                                   | Italia                                                                  | Mondiali 1998 - Ottavi di finale                                        | -                                                                       |                                                                         |
| 3-6-2000                                                                | Oslo                                                                    | Norvegia                                                                | 1 – 0                                                                   | Italia                                                                  | Amichevole                                                              | -                                                                       |                                                                         |
| 13-6-2000                                                               | Rotterdam                                                               | Spagna                                                                  | 0 – 1                                                                   | Norvegia                                                                | Euro 2000 - 1º turno                                                    | -                                                                       |                                                                         |
| 18-6-2000                                                               | Liegi                                                                   | Jugoslavia                                                              | 1 – 0                                                                   | Norvegia                                                                | Euro 2000 - 1º turno                                                    | -                                                                       |                                                                         |
| 21-6-2000                                                               | Arnhem                                                                  | Slovenia                                                                | 0 – 0                                                                   | Norvegia                                                                | Euro 2000 - 1º turno                                                    | -                                                                       |                                                                         |
| 16-8-2000                                                               | Helsinki                                                                | Finlandia                                                               | 3 – 1                                                                   | Norvegia                                                                | Amichevole                                                              | -                                                                       |                                                                         |
| 28-2-2001                                                               | Belfast                                                                 | Irlanda del Nord                                                        | 0 – 4                                                                   | Norvegia                                                                | Amichevole                                                              | -                                                                       |                                                                         |
| 28-3-2001                                                               | Minsk                                                                   | Bielorussia                                                             | 2 – 1                                                                   | Norvegia                                                                | Qual. Mondiali 2002                                                     | -                                                                       |                                                                         |
| 25-4-2001                                                               | Oslo                                                                    | Norvegia                                                                | 2 – 1                                                                   | Bulgaria                                                                | Qual. Mondiali 2002                                                     | -                                                                       |                                                                         |
| Totale                                                                  |                                                                         | Presenze                                                                | 25                                                                      |                                                                         | Reti                                                                    | 2                                                                       |                                                                         |